# Арабин
Арабин (арабил) — разновидность растительного клея; беловато-коричневая, просвечивающая липкая масса; в разбавленном состоянии арабин обладает большой вязкостью. 
Арабин получают из картофельного крахмала или муки, действуя на них слабым раствором едкого натра или аммиаком. Арабин имеет большое применение для проклейки бумаги.